# رونالد ماير
رونالد ماير (بالإنجليزية: Ronald Meyer)‏ هو وكيل مواهب أمريكي، ولد في 25 سبتمبر 1944 في لوس أنجلوس في الولايات المتحدة.

## وصلات خارجية
- رونالد ماير على موقع IMDb (الإنجليزية)